# Анчен, Хорхе
Хорхе Анчен (исп. Jorge Anchén; род. 17 августа 1980, Монтевидео) — уругвайский футболист, игравший на позиции полузащитника.

## Клубная карьера
Свою профессиональную карьеру начал в 1999 году в «Данубио». После его аренды в 2005—2006 годах в «Архентинос Хуниорс», он вернулся в Уругвай, где подписал контракт с «Белья Виста».
В начале 2008 года он переехал в Швецию, где стал игроком клуба «АИК», но уже в следующем году присоединился в состав аргентинского «Сан-Мартина».
В 2011 году завершил профессиональную карьеру, играя за колумбийский «Депортиво Пасто».

## Международная карьера
Был включен в состав молодёжной сборной Уругвая на чемпионат мира 1999 в Нигерии, где уругвайцы взяли четвёртое место. Дебютировал за национальную сборную Уругвая в 2001 году. В том же году был включен в состав сборной на Кубок Америки 2001 в Колумбии. Всего Анчен сыграл 6 матчей за национальную сборную.